# Katrin Keßler
Katrin Mareike  Keßler geborene Kirchner, ehemals Katrin Klaubert-Keßler (* 7. Juli 1967 in West-Berlin) ist eine deutsche Allgemeinmedizinerin und Autorin von Büchern der Grundschulpädagogik.

## Leben
Katrin Keßler begann ihre berufliche Karriere zunächst als Medizinisch-technische Assistentin, studierte dann Humanmedizin zunächst an der Freien Universität Berlin, dann an der Heinrich-Heine-Universität Düsseldorf. Nach ihrem Abschluss als Ärztin arbeitete sie zunächst in der Forschung, als Projektleiterin an der Universität Düsseldorf sowie an der Universität Bielefeld. 2000 ließ sie sich als Allgemeinmedizinerin und Diabetologin nieder. Sie eröffnete 2017 eine hausärztliche Praxis in Haßloch.
1995 publizierte sie einige medizinische Fachartikel. Anschließend begann sie sich für Grundschuldidaktik zu interessieren und veröffentlichte zusammen mit ihrer Koautorin Stefanie Brennholt zwei Werke für die Differix Klassenbibliothek im Cornelsen Verlag sowie das Werk Gesundheit fördern im Unterricht.
2000 veröffentlichte sie mit Klaus Hurrelmann das Sammelwerk Wie Kinder gesund bleiben im Beltz Verlag. Daneben erschienen 2012 zwei Prüfungsbücher für den Fachwirt im Sozial- und Gesundheitswesen. 2014 folgte das Werk Motivation Gesundheit.

## Verhalten in der Corona-Pandemie
Katrin Keßler positionierte sich seit Beginn der Corona-Pandemie kritisch gegen staatliche Maßnahmen und zog auch die Gefährlichkeit des Virus in Zweifel. Hierzu trat sie mehrfach als Rednerin bei Protestveranstaltungen auf. Aufnahmen davon veröffentlichte sie auf ihrem Kanal bei Youtube, den sie seit April 2020 betreibt. Dort veröffentlichte sie außerdem umstrittene Informationen zum Coronavirus und zu angeblichen Impfschäden. Sie behauptet zum Beispiel, dass Impfungen zum vermehrten Auftreten von anaphylaktischen Reaktionen, Krebs und Thrombosen führen können. Mit Beiträgen wie Politiker, die Marionetten des Finanzadels und Wer profitiert von der neuen Weltordnung? positioniert sie sich auf der Seite der Querdenker.
Im März 2020 ermittelte die Staatsanwaltschaft gegen Katrin Keßler. Nach Angaben der Landesärztekammer Rheinland-Pfalz soll sie ein Schild mit der Aufschrift „Keine Maskenpflicht“ in ihrer Praxis aufgehängt haben. Kammerpräsident Günther Matheis bezeichnete das Verhalten der Medizinerin als „alles andere als korrekt“. Deswegen verhängte die Landesärztekammer ein Ordnungsgeld. Gegen den Bescheid des Kreises wehrte sich Katrin Keßler erst vor dem Kreisrechtsausschuss und zog nach der Niederlage vor das Verwaltungsgericht Neustadt. Sie argumentierte, Patienten oder Mitarbeiter nicht zu einer bestimmten Verhaltensweise zwingen zu können. Zudem zog sie den medizinischen Nutzen von Schutzmasken in Zweifel. Das Verwaltungsgericht Neustadt wies die Klage im August 2020 zurück. Darüber hinaus laufen Ermittlungen gegen Katrin Keßler, weil sie Patienten mit falschen Attesten von der Corona-Maskenflicht befreit haben soll. Hierbei hat sich auch die Landesärztekammer eingeschaltet. In Bezug auf das Ordnungsgeld, das ihr wegen der Vorgänge in ihrer Haßlocher Praxis auferlegt wurde, erklärte Katrin Keßler, sie sei einer Hexenjagd ausgesetzt. Die Ärztekammer hatte ihr außerdem verboten, weiterhin Mediziner fortzubilden.

## Veröffentlichungen
unter dem Namen Katrin Klaubert:
- mit Stefanie Brennholt: Lehrerbücherei Grundschule: Gesundheit fördern im Unterricht. Themenvorschläge und Materialien für die Klassen 1–4. Cornelsen Scriptor, Berlin 1999, ISBN 3-589-05049-7.
- mit Stefanie Brennholt: Mein Körper: Alle Sinne (= Differix-Klassenbibliothek). Cornelsen, Berlin 1999, ISBN 3-464-05877-8.
- mit Stefanie Brennholt: Mein Körper: Im Bauch ist was los (= Differix-Klassenbibliothek). Cornelsen, Berlin 1999, ISBN 3-464-05878-6.
- mit Klaus Hurrelmann (Hrsg.): Wie Kinder gesund bleiben. Kleines Gesundheitslexikon für Kindergarten und Grundschule. Beltz, Weinheim 2000, ISBN 3-407-25227-7.
- Fachwirt im Sozial- und Gesundheitswesen. Das prüfungsrelevante Wissen, Theorieteil Band 3. Sarastro-Verlag, Paderborn 2012, ISBN 978-3-86471-509-9.
- Fachwirt im Sozial- und Gesundheitswesen. Das prüfungsrelevante Wissen, Aufgaben und Lösungen Band 4. Sarastro-Verlag, Paderborn 2012, ISBN 978-3-86471-510-5.
- mit Stefanie Brennholt und Nicole Rekersdres: Motivation Gesundheit. Themenvorschläge und Materialien für gesundheitsfördernden Unterricht der Klassen 1–4. Sarastro, Paderborn 2014, ISBN 978-3-86471-799-4.